# Cryphoecina deelemanae
Cryphoecina deelemanae is een spinnensoort uit de familie van de waterspinnen (Cybaeidae).
De wetenschappelijke naam van de soort werd in 1997 gepubliceerd door Deltshev.